# Маскаренський хребет
Маскаренський хребет — підводний хребет в західній частині Індійського океану, що простягається від Сейшельських островів на півночі до району острова Маврикій на півдні.
Довжина хребта — близько 2000 км, ширина — 300–400 км, висота — 1500—4000 м, поблизу островів Маврикій і Мае — до 5 км. Маскаренський хребет має круті схили і плоский гребінь, який являє собою переважно плоску або опуклу поверхню, розділену неглибокими сідловинами на кілька мілин, глибина над якими становить 200–300 м, місцями знижуючись до 8 м.
На півночі хребет має материкову кору, причому граніти виходять на поверхню, утворюючи такі острови, як Мае та Праслен. Південна частина хребта складена вулканічними породами, місцями увінчаними кораловими вапняками. Осад: коралові піски та форамініферові мули.